# سيلفر سيرفر (لعبة فيديو)
سيلفر سيرفر (بالإنجليزية: Silver Surfer)‏ ، هي لعبة إلكترونية من نوع إطلاق النيران، أنتجت عام 1990م بترخيص من مارفيل كومكس.

## أسؤا لعبة
صنفت موقع جيمز رادار بلعبة سيلفر سيرفر في المرتبة 47 من أسؤا ألعاب الفيديو، حيث شعر اللاعب بأن اللعبة لم تحقق العدالة في القضاء على الأشرار.

## مصدر
1. ↑  "The 50 worst games of all time". GamesRadar. 15 أبريل 2013. مؤرشف من الأصل في 2018-06-12. اطلع عليه بتاريخ 2013-12-05.

## وصلة خارجية
- Silver Surfer على موبي غيمز